# Paul Ernst Ruppel

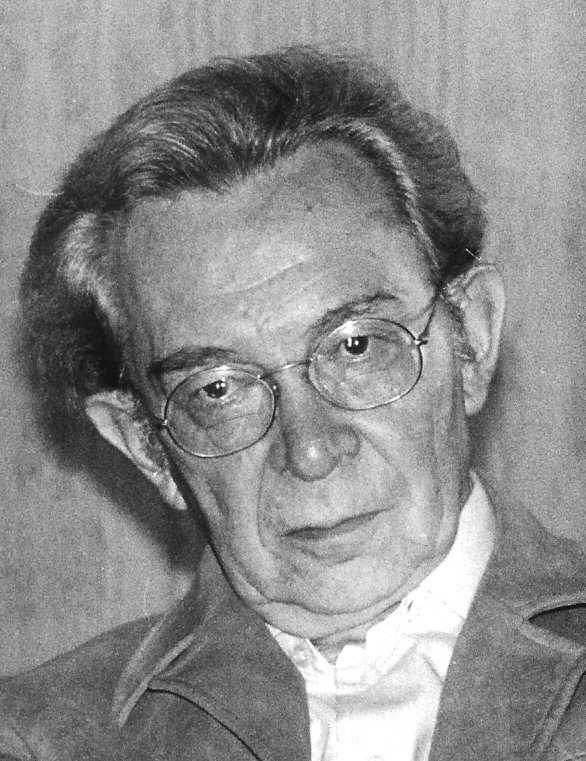
Paul Ernst Ruppel 1974

Paul Ernst Ruppel (* 18. Juli 1913 in Esslingen am Neckar; † 27. November 2006 in Neukirchen-Vluyn) war ein deutscher Komponist, Kantor und Chorleiter. Er schuf zahlreiche Werke für Chöre und Posaunenchöre.

## Leben
Paul Ernst Ruppel entstammte einer baptistischen Familie. Sein Vater Paul Ruppel war von Beruf Bürokaufmann und leitete viele Jahre ehrenamtlich den Gemischten Chor der Evangelisch-Freikirchlichen Gemeinde Esslingen. Auch Ruppels Mutter Luise Weh entstammte baptistischen Kreisen.

### Anfänge
Als Paul Ernst Ruppel elf Jahre alt war, zog seine Familie aus beruflichen Gründen nach Kassel. Der Vater hatte beim dort ansässigen Oncken-Verlag eine Anstellung gefunden. Sehr früh fasste Ruppel den Entschluss, Kirchen- und Schulmusik zu studieren. Sein Kontakt zum Kasseler Singkreis unter der Leitung von Walter Blankenburg hatte dazu den entscheidenden Impuls gegeben.
Nach dem Abitur immatrikulierte er sich 1933 an der Stuttgarter Musikhochschule, wo er durch Richard Gölz, Verfasser eines bekannten Chorbuchs, nachhaltig geprägt wurde. Orchestererfahrungen sammelte Ruppel bei Helmut Bornefeld, unter dessen Leitung er meistens Bratsche, aber auch Oboe und Laute spielte. Wichtig für seine Ausbildung war auch die Begegnung mit dem Komponisten Hugo Distler.
Nach Abschluss des Studiums 1936 begann Paul Ernst Ruppel als Singwart des freikirchlich orientierten  Christlichen Sängerbundes.  Diese Aufgabe nahm er bis zum Ausbruch des Zweiten Weltkrieges 1939 wahr.

### Krieg
Gleich zu Beginn des Krieges wurde Ruppel eingezogen. Der Krieg führte ihn in die Niederlande und nach Belgien. In Dünkirchen wurde er schwer verwundet, sodass er zunächst aus der Wehrmacht entlassen wurde. Er arbeitete nach einem längeren Lazarettaufenthalt zwei Jahre in einer Käserei in Bodenfelde. Im Frühjahr 1943 wurde er erneut eingezogen. Diesmal führte ihn der Krieg bis nach Sizilien, wo er im August desselben Jahres in amerikanische Kriegsgefangenschaft geriet. Mit einem Gefangenentransport kam er über Nordafrika in die USA, nach Oklahoma und von dort nach Arkansas und schließlich nach Louisiana. Kurz nach Ende des Krieges wurde er im Mai 1945 nach Schottland und von dort nach Sussex / Südengland verbracht. Hier spielte Ruppel nach langen Jahren wieder zum ersten Mal auf einer Orgel. Die Möglichkeit bot sich, weil eine anglikanische Kirchengemeinde ihn um Aushilfe bat. Nach fünfjähriger Kriegsgefangenschaft wurde Ruppel 1948 entlassen.

### Christlicher Sängerbund
Noch im selben Jahr nahm Ruppel wieder seine Arbeit als Singwart des Christlichen Sängerbundes auf. 1949 kam er nach Neukirchen-Vluyn, um in Schloss Leyenburg am Aufbau eines Schulungszentrums des Sängerbundes mitzuwirken. Nachdem die Ostflüchtlinge und -vertriebene, die zunächst das Schloss als Notunterkunft genutzt hatten, ausgezogen waren, konnten in Vluyn sogenannte Singwochen und Chorleiterfreizeiten durchgeführt werden. Ein Brand beschädigte die Leyenburg im Jahr 1963 stark, auch deshalb wurde das Chorschulungszentrum nach Wuppertal-Elberfeld verlegt. Ruppel blieb in Neukirchen-Vluyn, hier war er – neben seiner Arbeit im Sängerbund – von 1970 bis 1980 Organist der örtlichen Evangelischen Kirchengemeinde.

### Familie und Tod
Paul Ernst Ruppel heiratete 1938 Paula Ritter. Die Ehe bestand bis zum Tod der Gattin 1996. Diese unterstützte ihn in all seinen Tätigkeiten und Aufgaben und versorgte die Familie mit fünf Söhnen.
Ruppels Interesse galt bis zuletzt der Kirchenmusik und der Komposition.

## Bedeutung
Ruppel arbeitete als Lektor und Bundessingwart sowie als Schriftleiter und Kantor des Christlichen Sängerbundes. Er war Mitglied der Oekumenischen Textautoren- und Komponistengruppe der Werkgemeinschaft Musik e. V. und der AG Musik in der Ev. Jugend e. V., heute Textautoren- und Komponistengruppe TAKT.
Ruppels Melodien finden sich in vielen kirchlichen Liederbüchern, unter anderem in freikirchlichen Gesangbüchern, so zum Beispiel in Feiern und Loben (20 Kirchenlieder), im Mennonitischen Gesangbuch (10 Lieder) und im evangelisch-methodistischen Gesangbuch von 2002 (44 Lieder) sowie im Evangelischen Gesangbuch und im katholischen Gotteslob.
Er verknüpfte Impulse aus der Singbewegung mit der freieren Rhythmik aus Jazz, Gospel und Spiritual. Im Bereich der freien Singformen (Kanons und ähnliche Formen) hat er sich virtuos betätigt, so dass beispielsweise das Evangelische Gesangbuch, aber auch das Gesangbuch der Evangelisch-methodistischen Kirche „ganz entscheidende Beiträge von Ruppel aufnimmt“.
Weltweit bekannt wurde sein Kanon nach Psalm 113 Vom Aufgang der Sonne bis zu ihrem Niedergang sei gelobet der Name des Herrn (im Evangelischen Gesangbuch Nr. 456). Aber auch geistliche Oratorien und rhythmische Gospelbearbeitungen aus seiner Hand gehören zum Kernrepertoire vieler Kantoreien.
Ruppel hat zahlreiche Singwochen und Dirigentenschulungen geleitet und so maßgeblich Einfluss auf die christliche und hier insbesondere auf die freikirchliche Chorarbeit gehabt. Er war außerdem Mitarbeiter in der Arbeitsgemeinschaft für ökumenisches Liedgut (AÖL).

## Werke (Auswahl)
Eine Vielzahl von Melodien, Sätzen und Texten stammen aus der Feder Ruppels. In der folgenden Liste findet sich lediglich eine Auswahl der bekanntesten Werke:
- Alle guten Gaben (Liedruf; EG 463)
- Alte mit den Jungen (Kanon; EG 338)
- Christus, das Licht der Welt, welch ein Grund zur Freude (Choral)
- CRUCIFIXION Passionsbetrachtung nach Spirituals (1960) für Vorsänger, gem. Chor, Posaune und Kontrabass
- Er ist die rechte Freudensonn (Kanon; EG 2)
- Gleichwie mich mein Vater gesandt hat (Kanon mit Strophen; EG 260, GL 641)
- Gottes Liebe ist wie die Sonne, sie ist immer und überall da (Geistlicher Song)
- Ich werfe meine Fragen hinüber (Chorlied)
- Ich will dir danken, Herr (Kehrverslied; EG 291, GL 278)
- Ihr werdet die Kraft des Heiligen Geistes empfangen (Kanon; EG 132)
- Ja, ich will singen (Kanon)
- Meine Seele erhebt den Herren (Kanon; EG 310)
- Mein Herz ist bereit (Kanon; EG 339)
- Ohren gabst du mir (Text; EG 236)
- Segne, Herr, was deine Hand (Kanon; EG 466)
- Vom Aufgang der Sonne (Kanon; EG 456)